# شوكي موكغابا
شوكي موكغابا (بالإنجليزية: Shoki Mokgapa)‏ (17 أغسطس 1984 – 26 سبتمبر 2018)، هي ممثلة جنوب أفريقية.

## وصلات خارجية
- شوكي موكغابا في قاعدة بيانات الأفلام على الإنترنت